# Mehdi Bej Frashëri

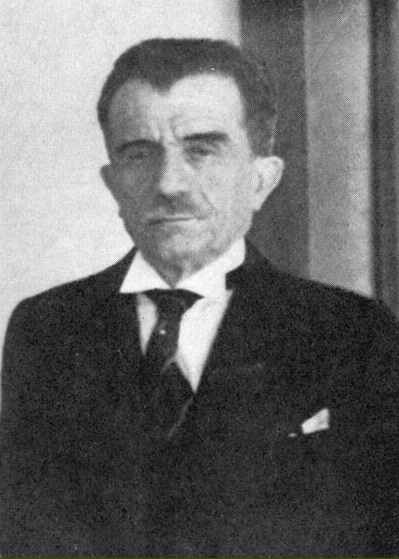
Mehdi Bej Frashëri

Mehdi Bej Frashëri (* 28. Februar 1874 oder 28. Februar 1872 in Frashër; † 25. Mai 1963 in Rom) war ein albanischer Politiker. Er war zweimal Ministerpräsident, zunächst von 1935 bis 1936. Die zweite Amtszeit dauerte vom 24. Oktober bis 3. November 1943.

## Leben
Frashëri stammte aus derselben Familie wie die Brüder Naim Frashëri, Sami Frashëri und Abdyl Frashëri, war aber nicht direkt mit ihnen verwandt. Frashëri hatte verschiedene Posten im osmanischen Verwaltungsdienst inne, so war er unter anderem Mutesarrif von Jerusalem und Vize-Hochkommissar in Ägypten. Nachdem sich Albanien 1912 für unabhängig erklärt hatte, wurde er Präfekt von Berat und albanischer Vertreter bei der Internationalen Kontrollkommission für Albanien, die die Staatswerdung Albaniens begleiten sollte. Während des Ersten Weltkriegs hielt Frashëri sich im Exil in Italien auf. Albanien wurde nach Kriegsende von französischen, italienischen und britischen Truppen besetzt gehalten, und Frashëri gehörte einer inoffiziellen Delegation an, die auf der Pariser Friedenskonferenz 1919 die Interessen Albaniens vertreten sollte. Dieser Delegation gehörten unter anderem noch Myfit Libohova, Luigj Gurakuqi, Mihal Turtulli, Faik Konica und Turhan Pascha Përmeti an. Auf der Friedenskonferenz fungierte Frashëri als albanischer Außenminister. Nachdem klar wurde, das niemand einen albanischen Staat unterstützen würde, wurde im Januar 1920 der Kongress von Lushnja einberufen, auf dem Albanien erneut die Unabhängigkeit ausrief.
Von 1935 war er bis 1936 Ministerpräsident einer als liberal geltenden Regierung. Aufgrund mangelnder Unterstützung des albanischen Königs konnte sich seine Regierung nicht halten. Während des Zweiten Weltkriegs wurde er von den Nationalsozialisten vom 24. Oktober bis zum 3. November 1943 erneut zum Ministerpräsidenten ernannt. Anschließend war er Vorsitzender des Regentschaftsrates, bis er im Jahr 1944 nach Italien flüchtete, wo er auch starb.